# آرش رضاوند
آرش رضاوند (زادهٔ ۱۳ مهر ۱۳۷۲) بازیکن فوتبال اهل ایران است که در پست هافبک برای باشگاه فوتبال سپاهان در لیگ برتر خلیج فارس بازی می‌کند.

## دوران باشگاهی

### نفت تهران
آرش رضاوند در ۶۵ بازی با پیراهن نفت تهران ۱ گل زده است.

### سایپا
آرش رضاوند که سابقه شاگردی علی دایی در نفت تهران را داشت در ۴ خرداد ۱۳۹۶ با عقد قراردادی به سایپا پیوست و دوباره زیرنظر علی دایی به میدان رفت.
او برای سایپا در ۵۷ بازی به میدان رفت و یک گل زد، در فصل آخر حضور در سایپا زیر نظر علی دایی بازی‌های درخشانی را به نمایش گذاشت و مورد توجه تیم‌های استقلال، پرسپولیس و سپاهان قرار گرفت.

### استقلال
وی در فصل ۱۳۹۸ با قراردادی ۲ ساله به استقلال پیوست و در هفته دوم لیگ برتر در بازی مقابل فولاد برای اولین بار برای استقلال به میدان رفت. وی در اوایل حضور خود بازی‌های متوسطی را به نمایش گذاشت و در هفته‌های اول توانست فقط یک پاس گل جلوی ذوب آهن به فرشید اسماعیلی بدهدو رفته رفته بازی او مورد توجه همه قرار گرفت. او دومین پاس گل خود را به علی کریمی داد تا او دروازهٔ پارس جنوبی جم را با یک شلیک دیدنی باز کند. با رفتن استراماچونی و مصدومیت چند بازیکن به او بازی بیشتری رسید و توانست خود را بار دیگر ثابت کند او در سه هفته ای که استقلال سرمربی نداشت یک گل به شاهین زد و یک پاس گل هم در مقابل پیکان به وریا غفوری داد. در بازی مقابل الریان در پلی آف هم موفق به دادن پاس گل شد، حتی بعد آن هم توانست یک پاس گل دیگر هم به ارسلان مطهری در بازی با صنعت نفت آبادان بدهد که ارسلان حدود هفتاد متر را دوید تا گل دوم تیمش را در دقیقه ۹۶ بزند.

### فولاد
آرش رضاوند که در لیگ ۰۱–۱۴۰۰ در استقلال بازی می‌کرد و در این فصل شماره ۷ استقلال را بر تن می‌کرد، پس از عملکرد نامناسب و اعتراض هواداران در نیم فصل به صورت قرضی جدا شد و به فولاد خوزستان پیوست. وی در فولاد زیرنظر جواد نکونام به مهرهٔ تاثیرگزاری تبدیل شده بود توانست در پیراهن فولاد با شکست پرسپولیس عنوان قهرمانی سوپرجام را به‌دست بیارد.

### بازگشت به استقلال
وی پس از اتمام قرار قرضی با فولاد و همچنین تغییرات کادر فنی استقلال با نظر ریکاردو ساپینتو در استقلال ماندگار شد و همچنین قرارداد خودش ۲ فصل دیگر تمدید کرد و برخلاف فصل قبل در استقلال عملکرد قابل قبولی داشت و بعد از محمد محبی و مهدی قایدی بهترین بازیکن فصل استقلال و پنجمین بازیکن برتر لیگ شد.
پس از پیوستن جواد نکونام به استقلال درخشش‌های آرش رضاوند بیشتر از قبل شد و در شهرآورد ۱۰۲ یکی از تاثیرگزارترین بازیکن‌های استقلال بود و توانست یک پنالتی کسب کند که پنالتی توسط کوین یامگا گل شد.

## عملکرد ملی

### زیر ۲۳ سال ایران
وی توسط نلو وینگادا به اردوی تمرینی تیم ملی فوتبال امید ایران دعوت شد تا برای بازی‌های آسیایی اینچئون ۲۰۱۴ و مسابقات قهرمانی زیر ۲۲ سال آسیا ۲۰۱۶ (مقدماتی المپیک تابستانی) آماده شود. او اولین بازی خود را در یک مسابقه دوستانه مقابل اردن انجام داد و اولین گل را در تساوی ۲–۲ به ثمر رساند. همچنین نام او در لیست نهایی تیم زیر ۲۳ سال ایران برای بازی‌های آسیایی اینچئون ۲۰۱۴ قرار گرفت.

## آمار باشگاهی
| عملکرد          | عملکرد          | عملکرد          | لیگ      | لیگ      | جام      | جام      | قاره‌ای | قاره‌ای | سایر     | سایر     | مجموع | مجموع |
| فصل             | باشگاه          | لیگ             | بازی     | گل       | بازی     | گل       | بازی   | گل     | بازی     | گل       | بازی  | گل    |
| —               | —               | —               | لیگ برتر | لیگ برتر | جام حذفی | جام حذفی | آسیا   | آسیا   | سوپر جام | سوپر جام | مجموع | مجموع |
| --------------- | --------------- | --------------- | -------- | -------- | -------- | -------- | ------ | ------ | -------- | -------- | ----- | ----- |
| ۲۰۱۳–۲۰۱۴       | نفت تهران       | لیگ برتر        | ۷        | ۰        | ۰        | ۰        | –      | –      | –        | –        | ۷     | ۰     |
| ۲۰۱۴–۲۰۱۵       | نفت تهران       | لیگ برتر        | ۱۰       | ۰        | ۳        | ۰        | ۴      | ۰      | –        | –        | ۱۷    | ۰     |
| ۲۰۱۵–۲۰۱۶       | نفت تهران       | لیگ برتر        | ۲۲       | ۰        | ۲        | ۰        | ۱      | ۰      | –        | –        | ۲۵    | ۰     |
| ۲۰۱۶–۲۰۱۷       | نفت تهران       | لیگ برتر        | ۲۶       | ۱        | ۵        | ۰        | –      | –      | –        | –        | ۳۱    | ۱     |
| مجموع نفت تهران | مجموع نفت تهران | مجموع نفت تهران | ۶۵       | ۱        | ۱۰       | ۰        | ۵      | ۰      | –        | –        | ۸۰    | ۱     |
| ۲۰۱۷–۲۰۱۸       | سایپا           | لیگ برتر        | ۲۹       | ۰        | ۱        | ۰        | –      | –      | –        | –        | ۳۰    | ۰     |
| ۲۰۱۸–۲۰۱۹       | سایپا           | لیگ برتر        | ۲۸       | ۱        | ۴        | ۲        | ۲      | ۲      | –        | –        | ۳۴    | ۵     |
| مجموع سایپا     | مجموع سایپا     | مجموع سایپا     | ۵۷       | ۱        | ۵        | ۲        | ۲      | ۲      | –        | –        | ۶۴    | ۵     |
| ۲۰۱۹–۲۰۲۰       | استقلال         | لیگ برتر        | ۲۷       | ۱        | ۵        | ۰        | ۶      | ۰      | –        | –        | ۳۸    | ۱     |
| ۲۰۲۰–۲۰۲۱       | استقلال         | لیگ برتر        | ۲۷       | ۰        | ۵        | ۰        | ۷      | ۰      | –        | –        | ۳۹    | ۰     |
| ۲۰۲۱–۲۰۲۲       | استقلال         | لیگ برتر        | ۱۱       | ۰        | ۱        | ۰        | ۰      | ۰      | –        | –        | ۱۲    | ۰     |
| ۲۰۲۲–۲۰۲۳       | استقلال         | لیگ برتر        | ۲۶       | ۳        | ۴        | ۱        | –      | –      | ۱        | ۰        | ۳۱    | ۴     |
| ۲۰۲۳–۲۰۲۴       | استقلال         | لیگ برتر        | ۲۹       | ۱        | ۱        | ۰        | –      | –      | –        | –        | ۳۰    | ۱     |
| ۲۰۲۴–۲۰۲۵       | استقلال         | لیگ برتر        | ۲۳       | ۰        | ۴        | ۰        | ۸      | ۱      | –        | –        | ۳۵    | ۱     |
| مجموع استقلال   | مجموع استقلال   | مجموع استقلال   | ۱۴۳      | ۵        | ۲۰       | ۱        | ۲۱     | ۱      | ۱        | ۰        | ۱۸۵   | ۷     |
| ۲۰۲۱–۲۰۲۲       | فولاد           | لیگ برتر        | ۱۴       | ۴        | ۰        | ۰        | ۵      | ۰      | ۱        | ۰        | ۲۰    | ۴     |
| مجموع فولاد     | مجموع فولاد     | مجموع فولاد     | ۱۴       | ۴        | ۰        | ۰        | ۵      | ۰      | ۱        | ۰        | ۲۰    | ۴     |
| مجموع آمار      | مجموع آمار      | مجموع آمار      | ۲۷۹      | ۱۱       | ۳۵       | ۳        | ۳۳     | ۳      | ۲        | ۰        | ۳۴۹   | ۱۷    |

## افتخارات

### استقلال
- قهرمانی جام حذفی (۱): ۰۴–۱۴۰۳
- نایب قهرمانی لیگ برتر (۲): ۹۹–۱۳۹۸، ۰۳–۱۴۰۲
- نایب قهرمانی جام حذفی (۳): ۹۹–۱۳۹۸، ۱۴۰۰–۱۳۹۹، ۰۲–۱۴۰۱
- قهرمانی سوپر جام (۱): ۱۴۰۱

### فولاد
- قهرمانی سوپر جام (۱): ۱۴۰۰

### فردی
- بهترین هافبک هجومی سال ۱۴۰۱ با رای مردمی در نوروز فوتبالی
- تیم منتخب مردمی سال ۱۴۰۱ نوروز فوتبالی